# Amphichaetodon howensis
Amphichaetodon howensis – gatunek ryby morskiej z rodziny chetonikowatych (Chaetodontidae) występującej na rafach koralowych Australii i Nowej Zelandii, na głębokościach od 10–150 m.